# کمال رشید خان
کمال رشید خان (هندی: कमाल राशिद खान؛ زادهٔ ۱ ژانویهٔ ۱۹۷۵) یک پدیدآور، کارگردان، و هنرپیشه اهل هند است. وی از سال ۲۰۰۵ میلادی تاکنون مشغول فعالیت بوده‌است.
از فیلم‌هایی که وی در آن نقش داشته است می‌توان به یک تبهکار اشاره کرد.